# Kurt Scheele

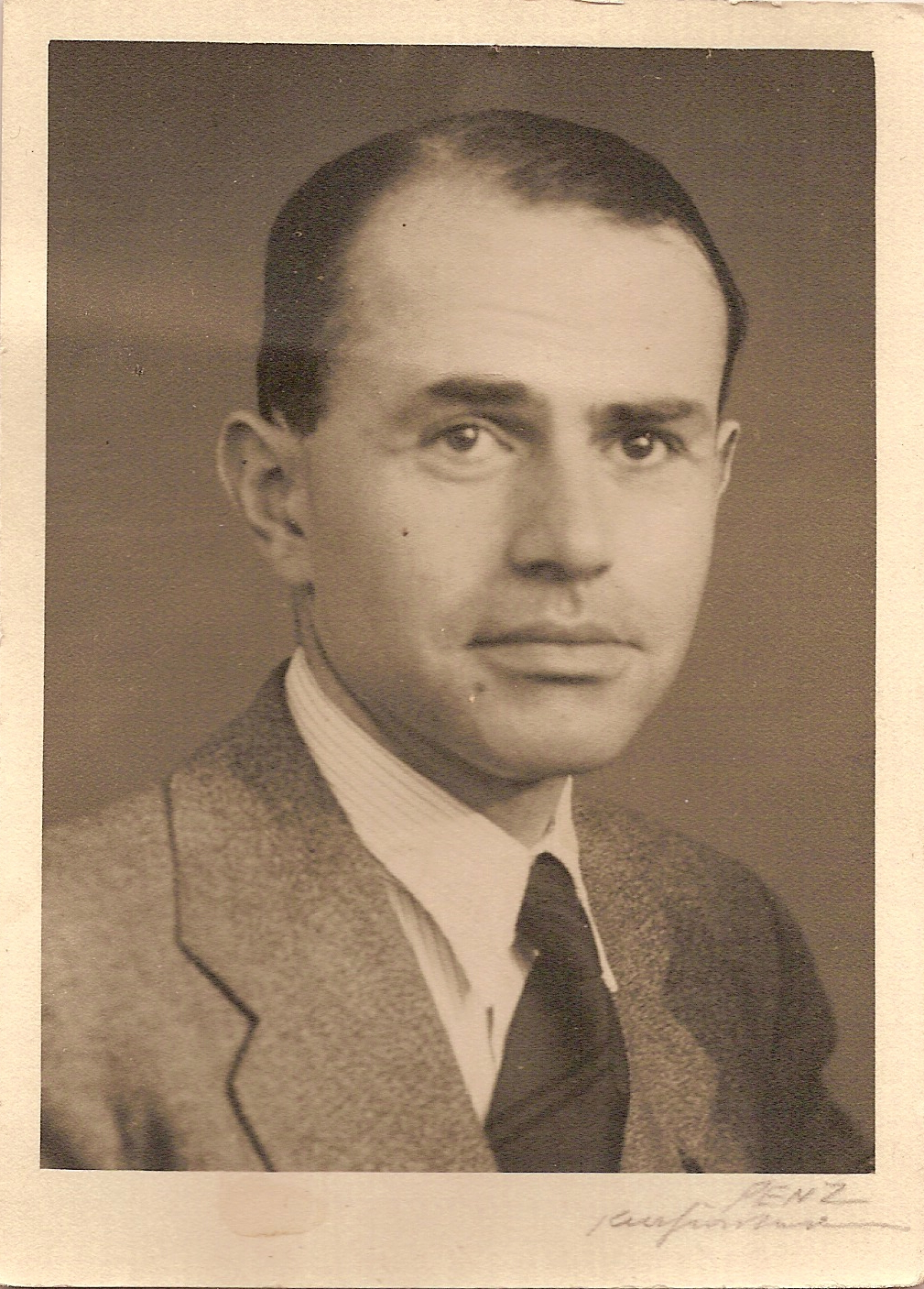
Porträt des Künstlers Kurt Scheele. Aufgenommen ca. 1940 in Berlin

Kurt Scheele (* 19. Mai 1905 in Frankfurt am Main; † 9. November 1944 bei Smolensk) war ein deutscher Maler und Holzschneider. Sein unzerstörtes Gesamtwerk umfasst ca. 330 Holzschnitte, 150 Ölbilder, Aquarelle, Gouachen, Kupferstiche, Pinsel- und Federzeichnungen, sowie einige literarische Werke. In den 1930er Jahren erlangte Kurt Scheele internationale Anerkennung. So hat unter anderem 1936 Dwight D. Eisenhower auf einer Ausstellung in New York ein Ölbild von Kurt Scheele erworben. Ab 1937 galten Kurt Scheeles Bilder im nationalsozialistischen Deutschland als „entartet“, so dass Kurt Scheele nach dem Zweiten Weltkrieg in Vergessenheit geriet.

## Leben und Werk
Scheele begann 1922 seine Ausbildung als Künstler an der Frankfurter Kunstgewerbeschule (Fachschule für Buchgewerbe) bei dem Schriftkünstler und Maler Albert Windisch. Gleichzeitig studierte er an der Offenbacher Kunstgewerbeschule bei dem Gewerbezeichner und Schriftkünstler Rudolf Koch. 1924 wechselte er an die Frankfurter Städelschule zu Franz Karl Delavilla, einem Vertreter des Expressionismus. Hier studierte er vor allem Zeichnen und Malen.

### Berliner Impulse
1927 zog Scheele nach Berlin und gehörte in Berlin der Künstlergruppe der „Juryfreien“ und ab 1937 der „Darmstädter Sezession“ an. Zu seinen Freunden zählten u. a. Emil Nolde, Ernst Barlach und viele andere bedeutende Künstler seiner Zeit. In den Jahren bis 1930 unternahm er Studienreisen nach Dänemark, Frankreich, Italien, Norwegen und in die Schweiz. Ab 1929 besuchte er die Malkurse in der von Martin Bloch und Anton Kerschbaumer neu gegründeten Kunstschule in Berlin und wandte sich dem Holzschnitt zu, der zu seinem eigentlichen Metier wurde. Daneben entstanden viele Aquarelle.

### Anerkennung
Mit dem Jahr 1929 begann ein großer Reigen an Ausstellungen mit seinen Werken. Teilweise konnte er mehrmals im Jahr allein ausstellen oder sich an Kollektivausstellungen beteiligen, so 1929 in Berlin, 1931 in Ohio/USA, in Potsdam, 1932 in Berlin und Essen, 1933 in Essen, Duisburg, Köln, 1934 in Mannheim, 1935 in Leipzig, 1936 in New York, Frankfurt a. M. und Braunschweig und 1938 in Darmstadt. Museen in Aachen, Düren, Essen, Hannover, Köln, Krefeld, Wuppertal, Chicago und Oslo kauften seine Werke. Scheele galt in dieser Zeit als hochbegabter Künstler.

### Verfemung als entartete Kunst

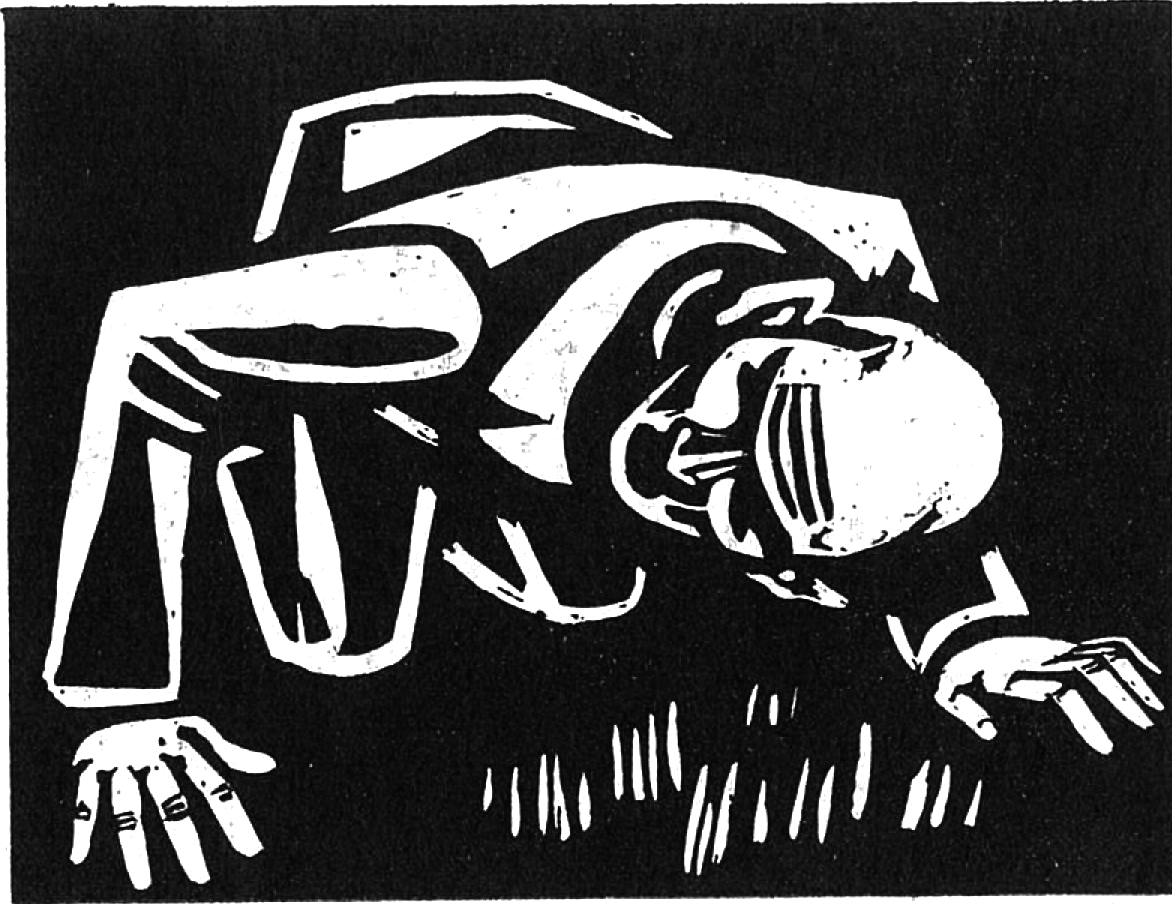
Der Mann, der das Gras wachsen hört, 1937, von den Nationalsozialisten als entartet eingestuft

Indem er sich vom Spätimpressionismus und auch vom Expressionismus allmählich löste und zur künstlerischen Darstellung ohne Bezug zu einer figurativen Realität überging, erregte er das Missfallen des NS-Regimes, das die entsprechenden abstrakten Werke von ihm als „entartet“ einstufte. 1937 wurden in der deutschlandweiten konzertierten Aktion „Entartete Kunst“ Druckgrafiken Scheeles aus der Städtischen Kunstsammlung Duisburg, der Deutsche Graphikschau in Görlitz und dem Kaiser Wilhelm-Museum Krefeld beschlagnahmt und zum Teil vernichtet. 1939 verschärften die Nationalsozialisten die Maßnahmen gegen Scheele und erteiltem ihm ein generelles Ausstellungsverbot.

### 1937 als „entartet“ beschlagnahmte Druckgrafiken Scheeles
- Kunstausstellung (Holzschnitt, 36,2 × 44,9 cm, 1932)[4]
- Eine Tracht Prügel (Holzschnitt, 35,9 × 45,2 cm, 1934)[5]
- Der Vogel Greif im Käfig
- Die lachenden Dritten
- Selbstbildnis

### Einberufung, Kriegsgefangenschaft und Tod
1940 wurde ihm eine Professur in Kairo angeboten, die er aber wegen des Kriegsausbruchs nicht antreten konnte. Stattdessen wurde er im selben Jahr mit 35 Jahren zum Militärdienst einberufen. Vor dem Hintergrund der Verfemung durch die Nationalsozialisten erscheint dies als weitere politisch motivierte Schikane gegenüber dem Künstler. 1943 zerstörten Bomben sein Berliner Atelier in der Zähringerstraße 9 und den größten Teil seiner Werke. An der Ostfront eingesetzt, geriet er in sowjetische Gefangenschaft und starb im November 1944 in oder bei Smolensk. Vermutlich hatte er sich an Fleckfieber oder Typhus infiziert.

## Wiederentdeckung
Im September 1965 wurde in Miltenberg eine Gedächtnisausstellung aus Anlass seines 60. Geburtstags eröffnet. Sie zeigte einen umfassenden Überblick über sein Schaffen (Ölgemälde und Holzschnitte). Im November des folgenden Jahres wurden in einer Gemeinschaftsausstellung im Atelier Domo in Wertheim am Main Werke Kurt Scheeles zusammen mit ersten Arbeiten seines Sohnes Claus Scheele (* 1943) gezeigt, der bis heute als Bildhauer tätig ist.
Dann dauerte es fast dreißig Jahre, bis dem vergessenen Künstler wieder eine eigene Ausstellung gewidmet wurde. Die Werkschau fand am 1. November 1992 in der Galerie Bodo Niemann in Berlin statt. 2005 waren Werke von ihm in der Sammelausstellung „Unser Weg durch die Nacht“ der „Bürgerstiftung für verfemte Künste“ im Museum Baden in Solingen-Gräfrath zu sehen.

## Arbeiten
Holzschnitte

Schwarz-weiß
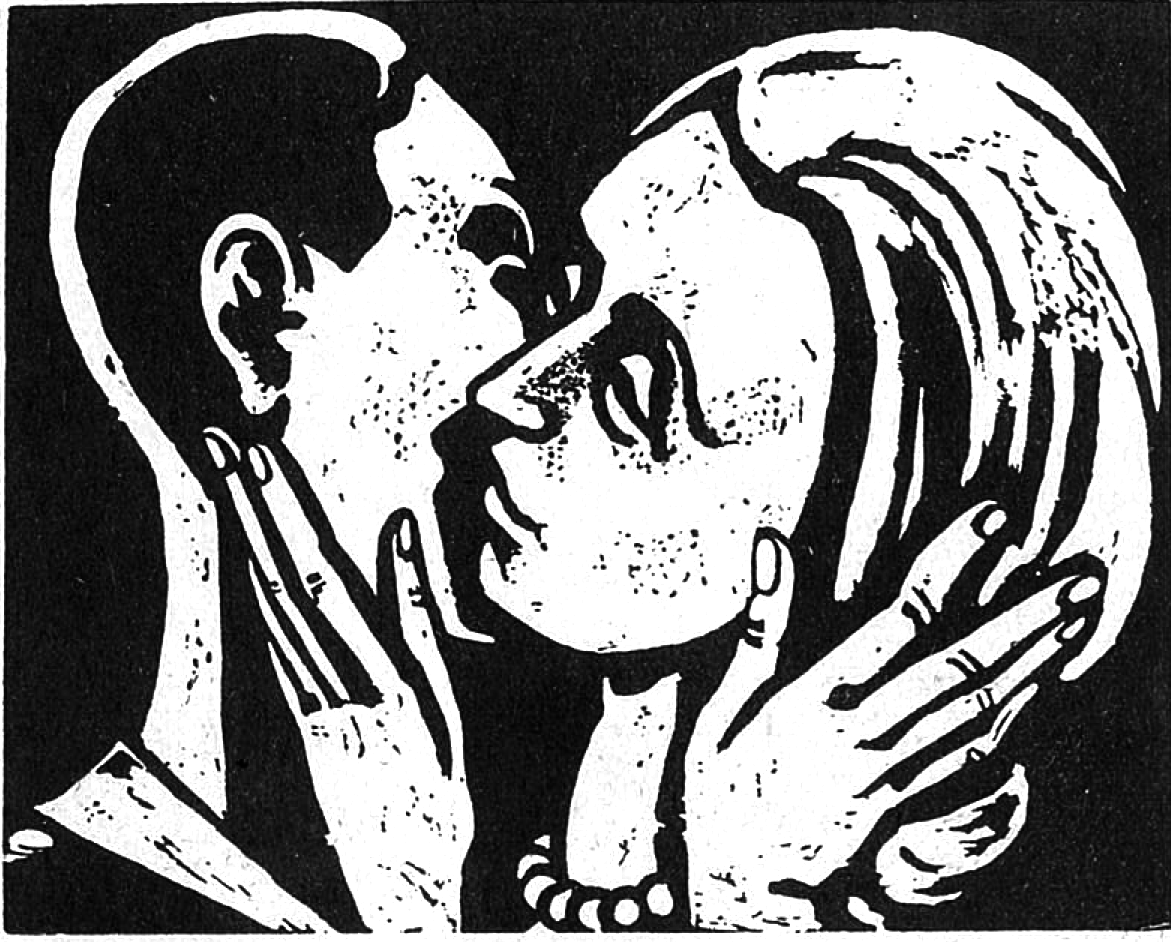
Der Kuß, ca. 1930–1937
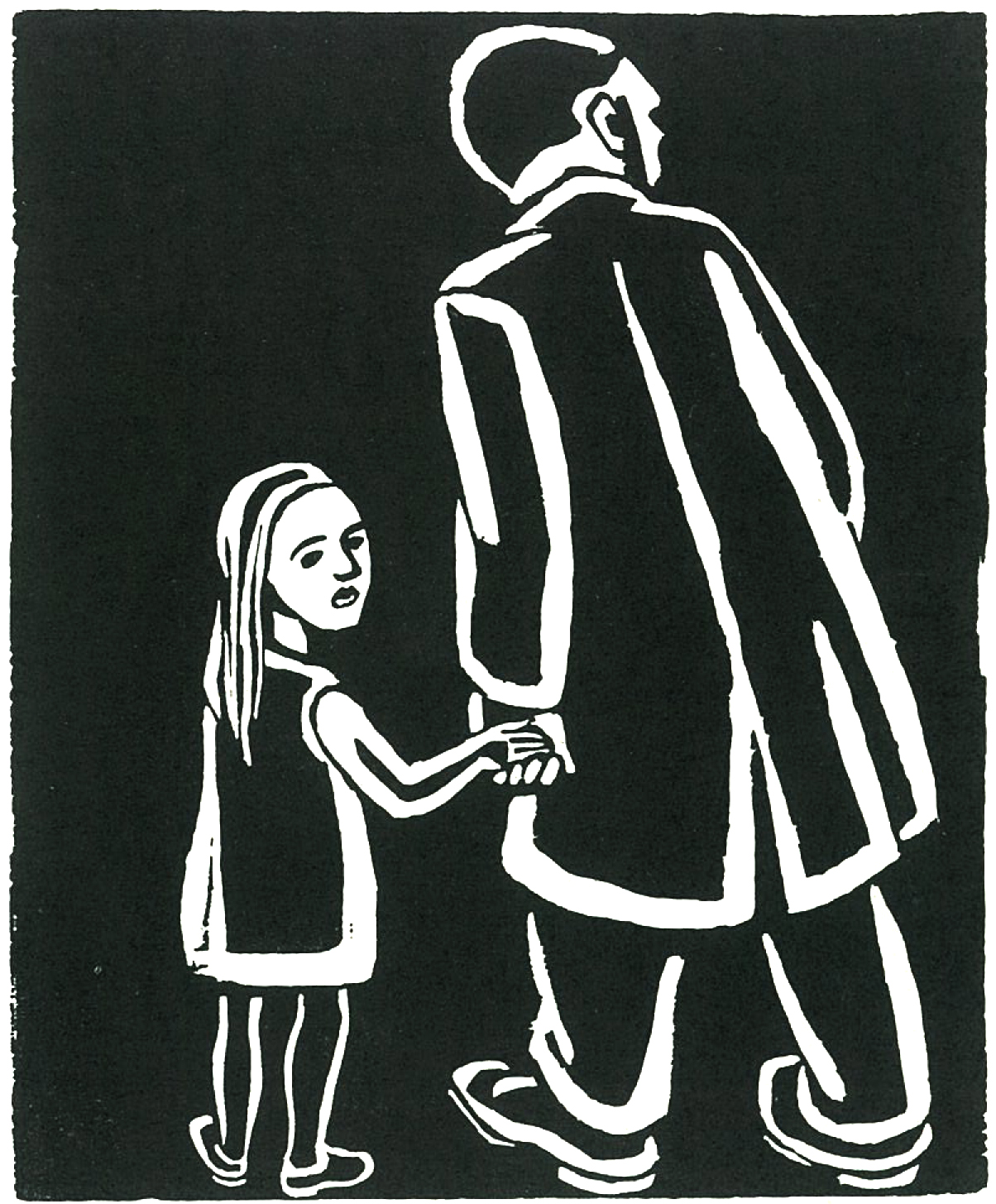
Mann mit Kind, 1935
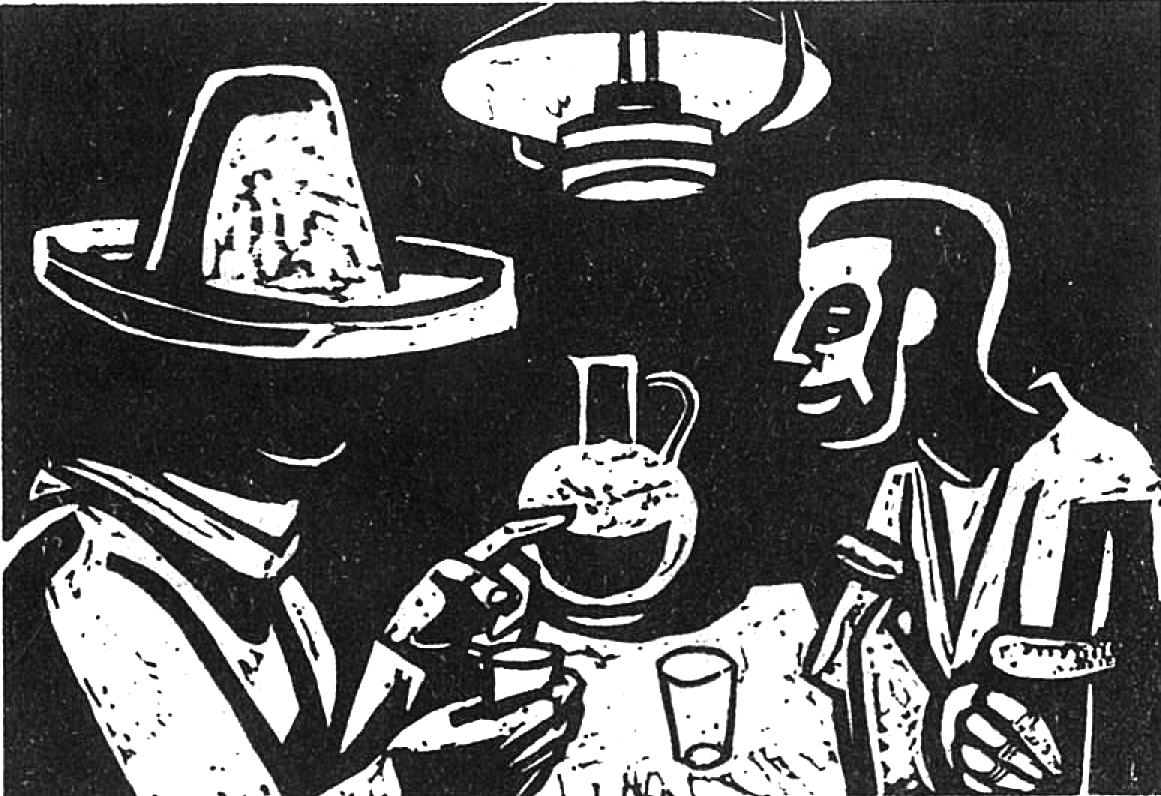
Die Schnapstrinker, ca. 1930–1937 (Aus dem Band Mexikanische Abenteuer)
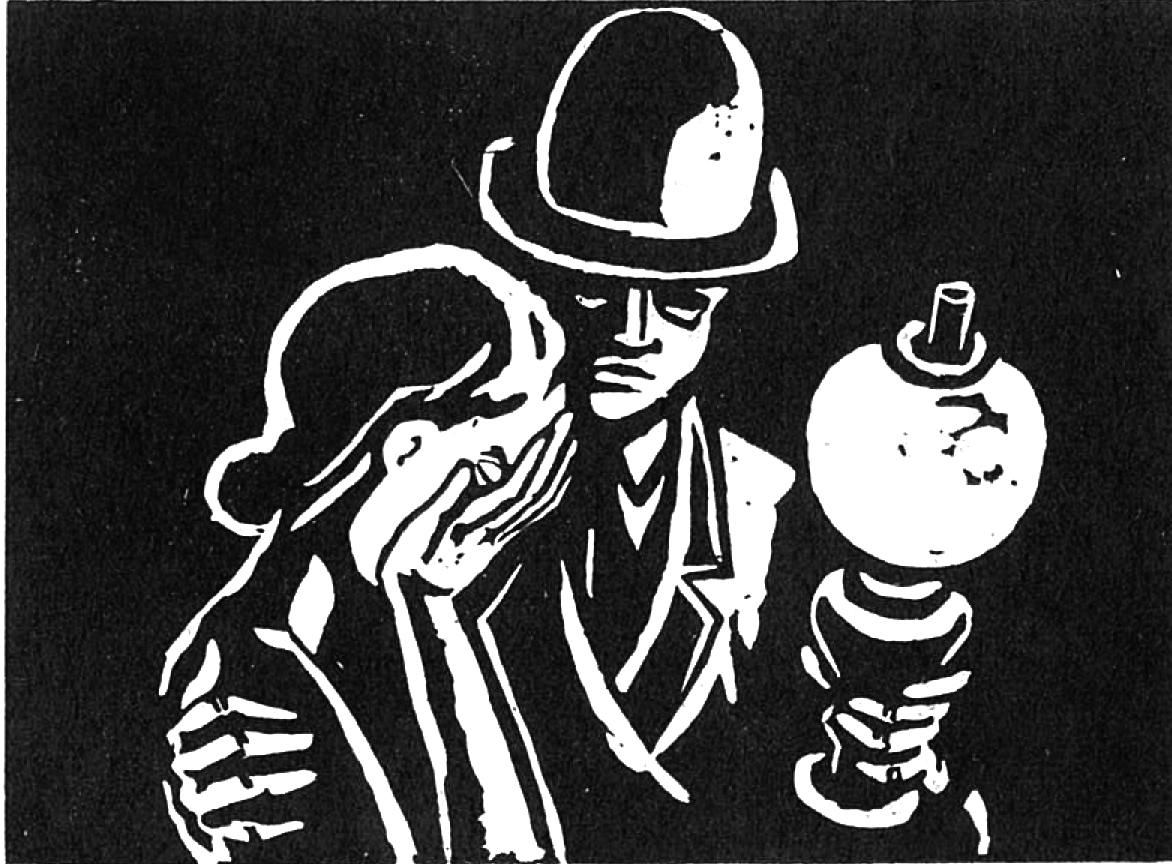
Paar mit Lampe, ca. 1930–1937
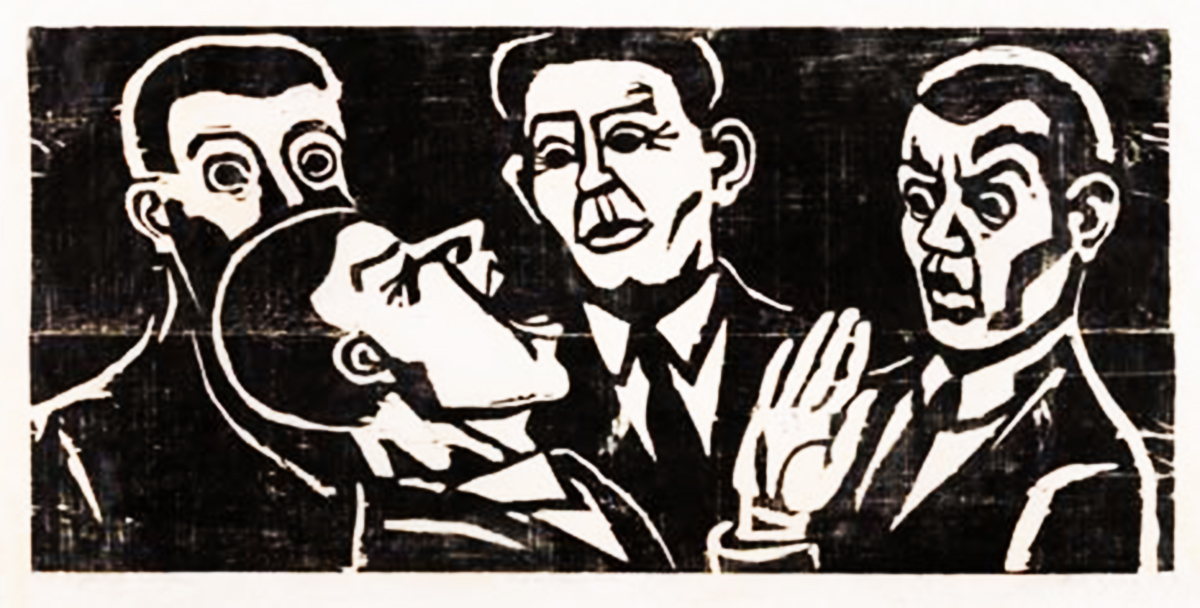
Bestialisches Gelächter, vor 1940

Mehrfarbig
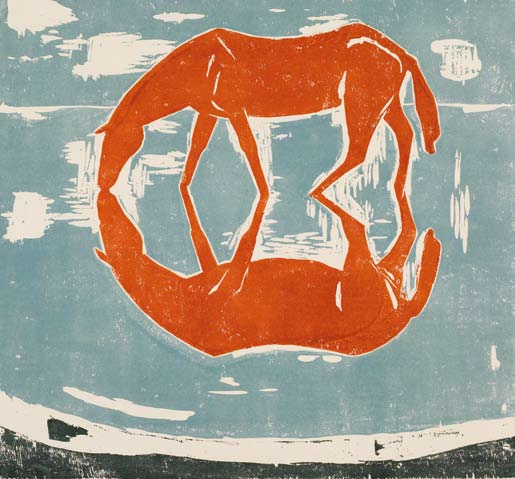
Trinkendes Pferd, vor 1940

Spontanzeichnungen
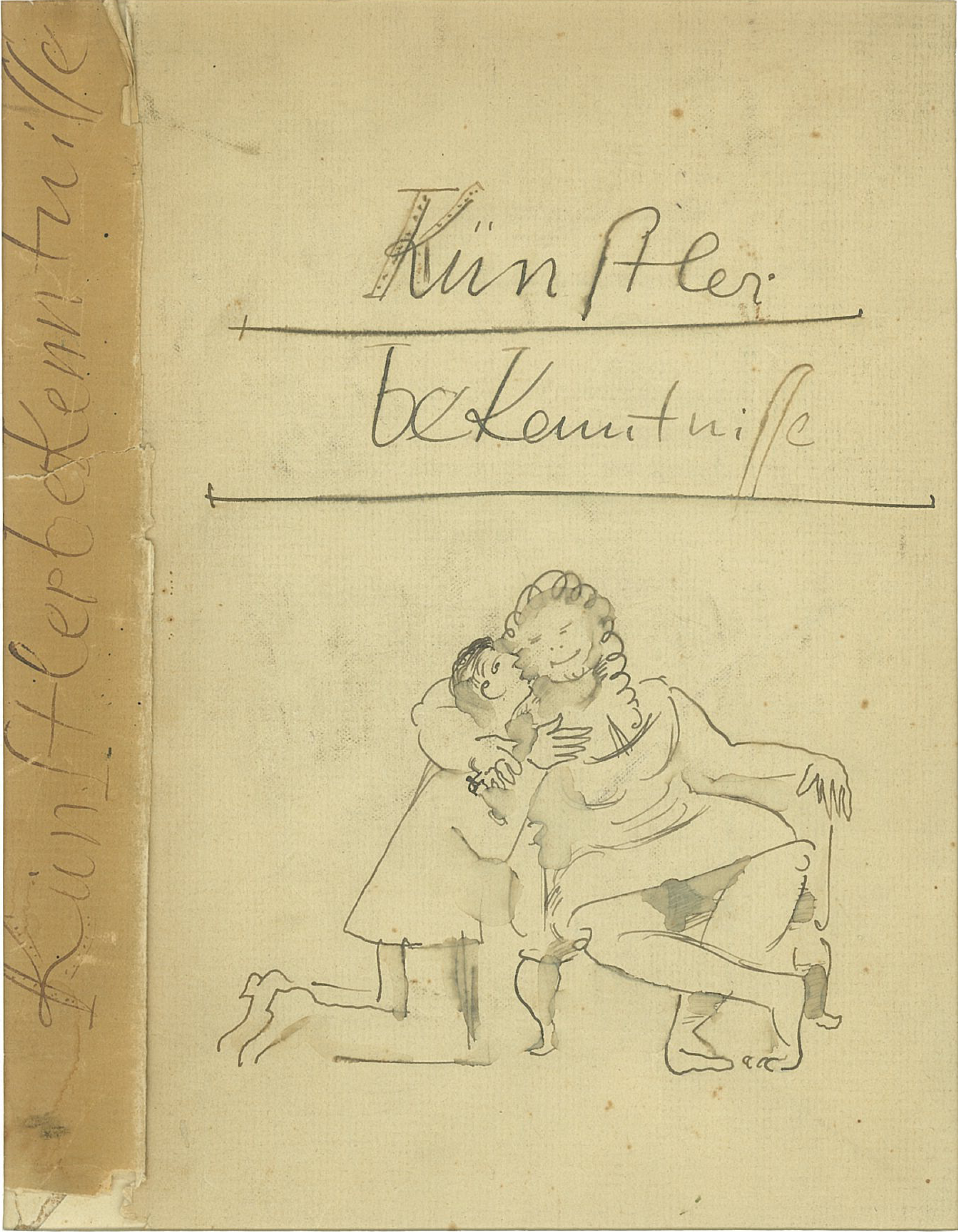
Handskizze, vor 1932, Schutzumschlag des Buches Künstlerbekenntnisse

Ölgemälde
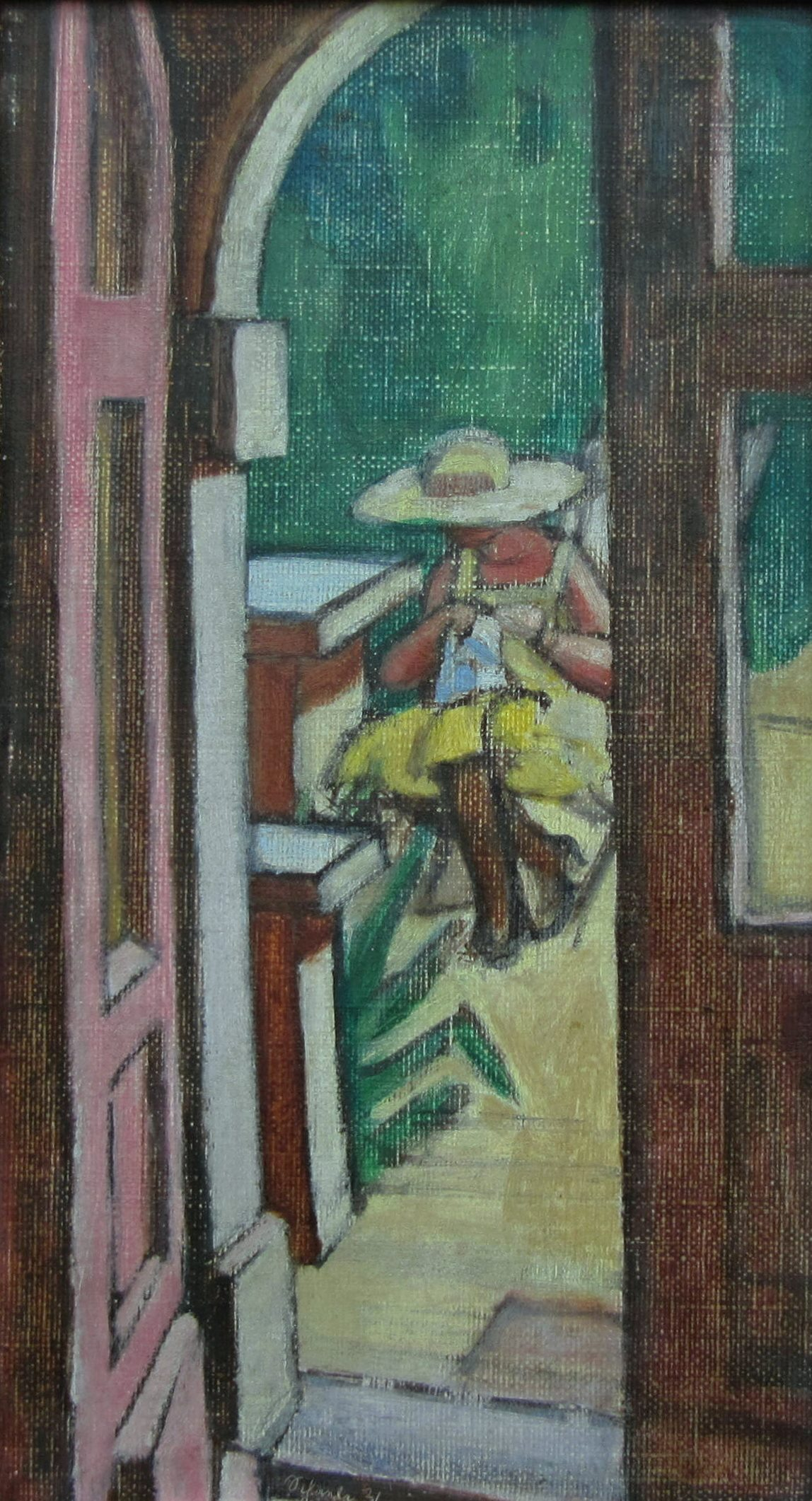
Frau im Garten, 1931 (Privatbesitz)
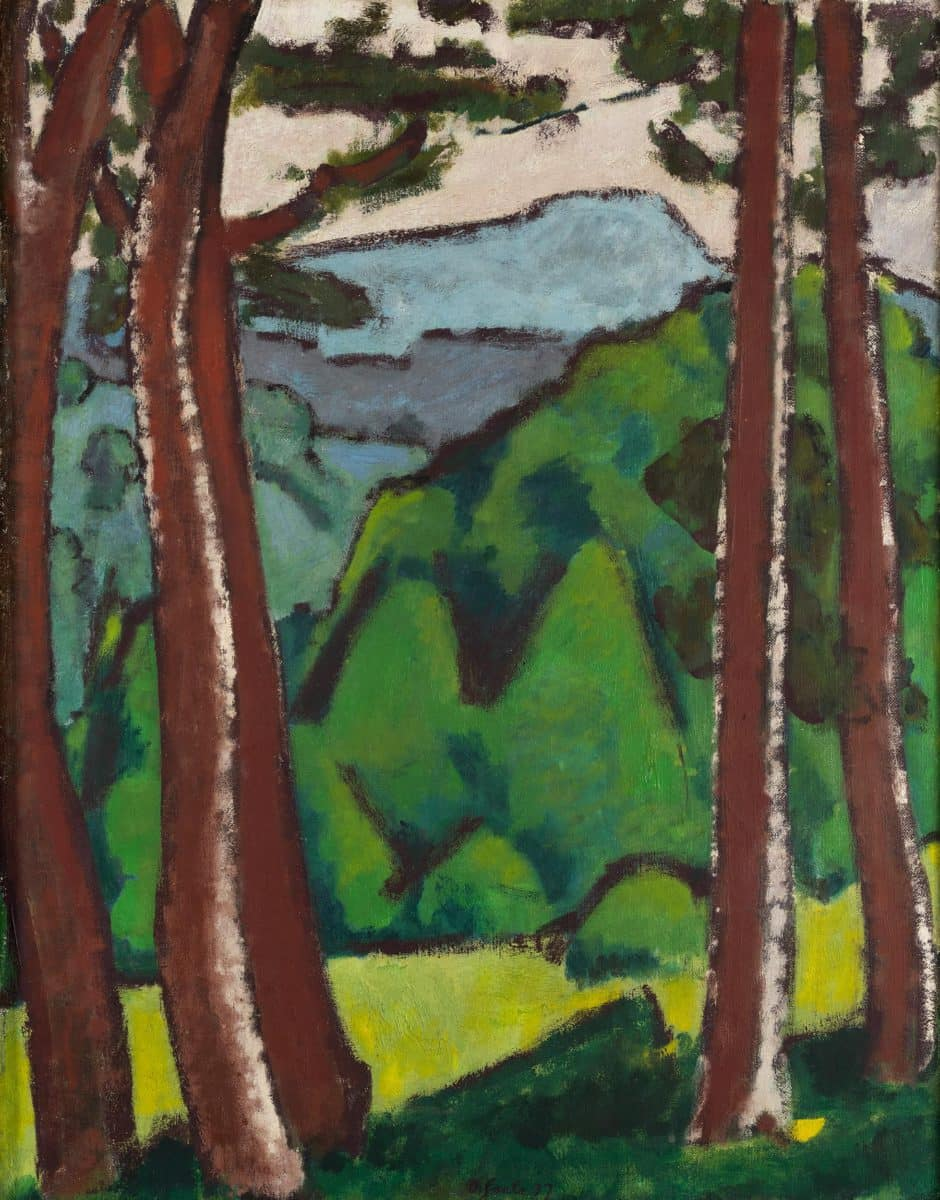
Waldlandschaft, 1935/36 (© Museum Kunst der Verlorenen Generation, Salzburg)
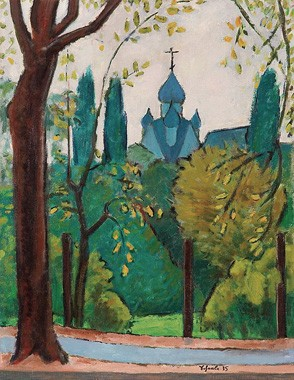
Russische Kirche, 1935 (© Kunsthandel Widder, Wien)

## Ausstellungen und Ausstellungsbeteiligungen (Auszug)
- 1929 Berlin, Herbstausstellung der Akademie „Schwarz-Weiß“
- 1929 Berlin, Ausstellung der Juryfreien
- 1931 USA, Cleveland Ohio, Paint-Club Ohio
- 1931 Wanderausstellung, Bund für Kunsterziehung
- 1931 Köln, Berlin, Königsberg, Wanderausstellung „Stein, Holz und Kupferstich“
- 1931 Potsdam, Allgemeine unabhängige Ausstellung
- 1932 Berlin, Kollektivausstellung der Juryfreien
- 1932 Essen, Folkwangmuseum, Gesamtausstellung
- 1933 Essen, Abstrakte Ausstellung
- 1933 Duisburg, Museum Duisburg, Illustrationsserie zu Gerhart Hauptmanns Roman „Wanda“
- 1933 Köln, Wallraf-Richartz-Museum
- 1934 Mannheim, Kunstverein
- 1935 Leipzig, Wuppertal, Bad Harzburg, Goslar, Krefeld, Deutsche Graphikschau
- 1936 Leipzig, Deutsche Graphikschau
- 1936 Köln, Kunstverein
- 1936 USA, New York, Ausstellung der Illustrationsserie zu „Peer Gynt“
- 1936 München, Kunstverein München
- 1936 Warschau, Internationale Holzschnittausstellung
- 1937 Frankfurt, Kunstgewerbemuseum
- 1937 Braunschweig, Holzschnittausstellung
- 1938 Darmstadt, Darmstädter Sezession Ausstellung
- 1938 USA, Chicago, Kunstinstitut, III

In Memoriam:
- 1946–1948 Nürnberg, München, Bremen, Minden, Miltenberg, Frankfurt am Main, Teilausstellungen der Holzschnitte Scheeles

## Publikationen
- Der Gefangene. Joseph von Eichendorff, Frankfurt a. M., : Kurt Scheele, 1924.
- Borst Bernhard (Hrsg.): Baukunst. 2. Jahrgang 1926, Heft 10 Titel: Architektur und Film mit Entwürfen des Künstlers.
- 50 Illustrationen in Holzschnitt zu Wanda von Gerhart Hauptmann. um 1932, 51 illustrierte Blätter.
- Kleine Frankfurter Geschichten. Peter Naacher Verlag, Frankfurt a. M., 1941, 94 Seiten mit s/w-Zeichnungen.